# Cosmoglotta

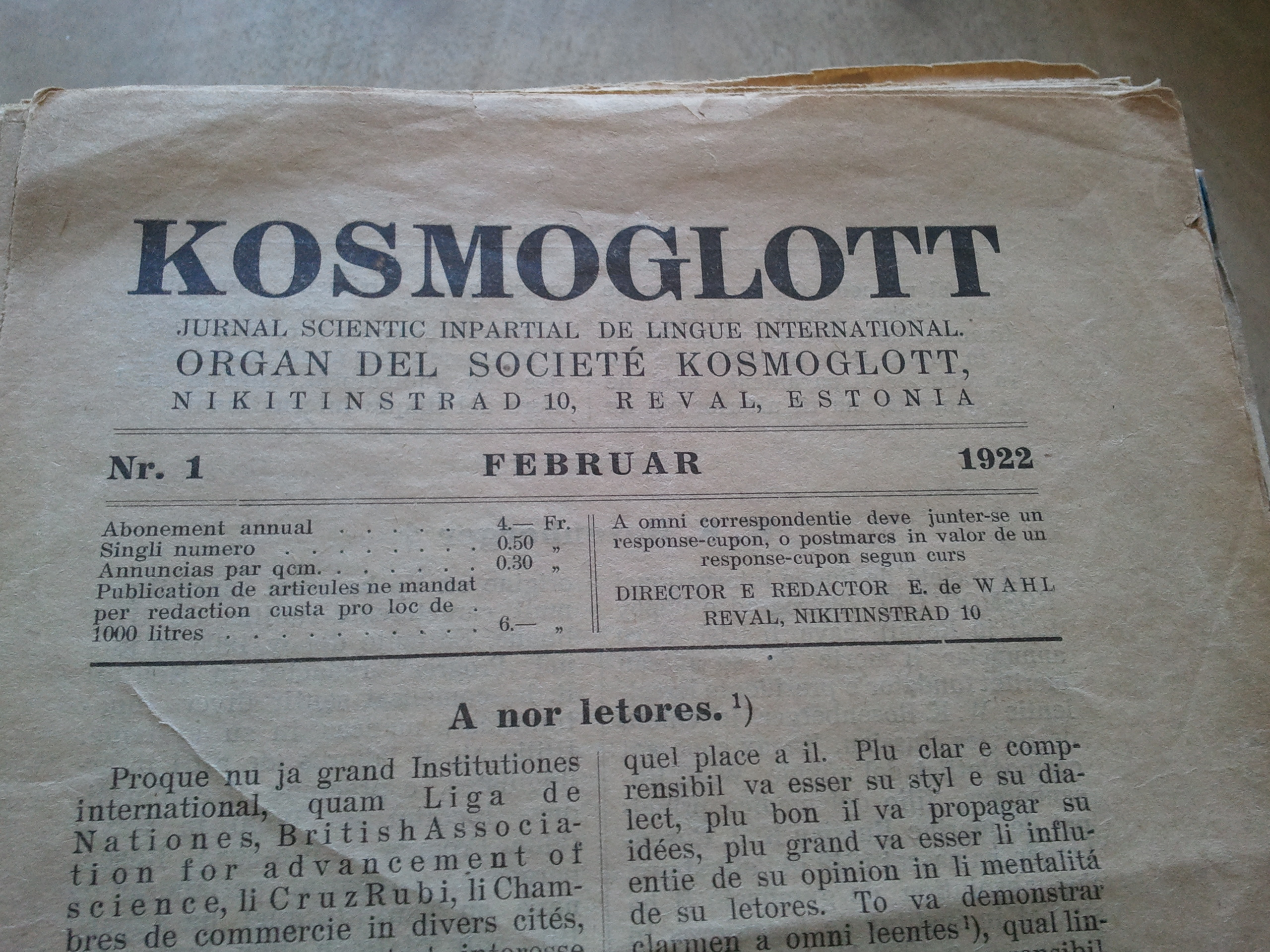
Premier numéro, 1922

Cosmoglotta est la revue centrale du mouvement occidentaliste.
Fondée par Edgar de Wahl en 1922 sous le nom de Kosmoglott, elle prend son nom actuel à partir de 1927 (no 38).
Cosmoglotta est l'organe de presse officiel de l'Interlingue-Union (ie) (ex-Occidental-Union).

## Rédacteurs en chef
- 1922-1926 : Edgar de Wahl ;
- 1927-1930 : Engelbert Pigal ;
- 1931-1932 : A. Z. Ramstedt, Bertil Blomé ;
- 1933-1950 : Ric Berger ;
- 1951-1957 : Interlingue Institute ;
- 1958-1985 : Alphonse Matejka ;
- 1985-2000 : Adrian J. Pilgrim ;
- Depuis 2000 : Bedřich Plavec (ie).